# Фонд Розы Люксембург
Фонд Розы Люксембург (нем. Rosa-Luxemburg-Stiftung) — неправительственный политический фонд, относящийся к левому политическому спектру, с 1992 года связанный с немецкой партией «Левые» (до 2005 года — Партией демократического социализма). С 1999 года носит имя знаменитой революционной социалистки Розы Люксембург. Председателем правления Фонда является Хайнц Фитце.
Российский филиал Фонда Розы Люксембург действовал до 8 апреля 2022 года
В июле 2025 года Прокуратура РФ присвоила фонду статус организации, деятельность которой нежелательна в РФ.

## Деятельность
Фонд Розы Люксембург основан на базе зарегистрированного в 1990 году общества критической социально-философской мысли «Анализ общества и политическое просвещение». Идейно примыкая сначала к Партии демократического социализма, а ныне — к «Левым», Фонд Розы Люксембург работает независимо и самостоятельно, тесно сотрудничает с левыми земельными фондами и обществами во всех землях.
Фонд занимается политическим просвещением, культурной деятельностью и анализом общественного развития. Его лейтмотивами являются демократический социализм и интернационализм, антифашизм и антирасизм, отказ от марксизма-ленинизма.
Фонд организует общественно-гражданское просвещение, распространяет знания об общественных взаимосвязях в условиях глобального, противоречивого мира; является площадкой для критического анализа современного состояния общества; является центром программных дискуссий о демократическом социализме, отвечающем требованиям времени; представляет собой в Федеративной Республике Германии и в международном плане форум для диалога между левыми социальными движениями и организациями, интеллектуалами и неправительственными организациями; поддерживает молодых ученых в форме предоставления учебных и аспирантских стипендий; поощряет самоопределяющуюся общественно-политическую активность и поддерживает выступления за мир и взаимопонимание между народами, против фашизма и расизма, за социальную справедливость и солидарность между людьми.
Российским бюро фонда в 2015 году руководила Тина Фарни (нем. Tiina Fahrni). с 2016 года по 2022 год возглавляла Керстин Кайзер. 8 февраля 2022 года российское представительство Фонда было закрыто решением Минюста РФ.

## Структура
Высший орган - общее собрание (Mitgliederversammlung), между общими собраниями - правление (Vorstand). В каждой земле существует земельный фонд (Landesstiftungen), управляемый также общим собранием и правлением.
В Фонд Розы Люксембург входят:
- Академия политического образования (Akademie für politische Bildung).
- Институт анализа общественного развития (Institut für Gesellschaftsanalyse).
- Центр международного диалога и сотрудничества (Zentrum für Internationalen Dialog und Zusammenarbeit).
- Учебный отдел (Studienwerk).

В штаб-квартире Фонда Розы Люксембург в Берлине работают около 100 человек. Отделения Фонда открыты в Брюсселе, Варшаве, Москве, Киеве, Сан-Паулу, Кито, Мехико, Дакаре, Дар-Эс-Саламе, Тунисе, Йоханнесбурге, Тель-Авиве, Иерусалиме (Рамалла), Нью-Дели, Пекине и Ханое.
В России Фонд сотрудничает с Институтом глобализации и социальных движений, Институтом проблем глобализации, Академией труда и социальных отношений, несколькими институтами Российской академии наук, рядом левых движений и групп.
При фонде имеются архив и библиотека, издаются ежемесячный теоретический журнал «Utopie kreativ», серии публикаций.